# Беред
Беред (фр. Beyrède-Jumet) насеље је и општина у јужној Француској у региону Миди Пирене, у департману Горњи Пиринеји која припада префектури Бањер де Бигор.
По подацима из 2011. године у општини је живело 226 становника, а густина насељености је износила 14,21 становника/km². Општина се простире на површини од 15,9 km². Налази се на средњој надморској висини од 688 метара (максималној 1.924 m, а минималној 635 m).

## Демографија
| 1962. | 1968. | 1975. | 1982. | 1990. | 1999. | 2011. |
| ----- | ----- | ----- | ----- | ----- | ----- | ----- |
| 159   | 200   | 222   | 237   | 256   | 217   | 226   |

График промене броја становника у току последњих година